# بن واینمن
بن واینمن (انگلیسی: Ben Weinman؛ زادهٔ ۸ اوت ۱۹۷۵) گیتارنواز و تهیه‌کننده موسیقی اهل ایالات متحده آمریکا است. وی از سال ۱۹۹۷ میلادی تاکنون مشغول فعالیت بوده است.